# インダカテロール
インダカテロール（Indacaterol）は超長時間作用性アドレナリンβ2受容体作動薬の一つである。慢性閉塞性肺疾患（COPD）の長期管理に用いられる。商品名オンブレス。EMAに2009年11月30日に承認された後、FDAと厚生労働省に2011年7月1日に承認された。類薬のホルモテロールやサルメテロールと異なり、1日1回の吸入で用いられる。ドライパウダー吸入器に充填した形で市販されている。本剤とグリコピロニウムとの配合剤（商品名ウルティブロ）も、同様に、COPDの長期管理に用いられる。また、本剤とモメタゾンが配合されたICS/LABA合剤（商品名アテキュラ）および本剤、グリコピロニウム、モメタゾンが配合されたICS/LAMA/LABA合剤（商品名エナジア）は、いずれも、気管支喘息のコントローラーとして用いられるが、COPDの適応はない。

## 効能・効果（単剤、およびグリコピロニウムとの配合剤）
慢性閉塞性肺疾患（慢性気管支炎、肺気腫）の気道閉塞性障害に基づく諸症状の緩解

## 副作用（単剤）
添付文書に記載されている重大な副作用は、重篤な血清カリウム値の低下である。
そのほか、咳嗽が5%以上に見られるほか、5%未満とされる副作用は、鼻咽頭炎、頭痛、心房細動、動悸、口腔咽頭痛、蕁麻疹、筋痙縮、末梢性浮腫である。

## 臨床試験
2010年3月に公表された第III相臨床試験の結果、COPD患者に対するインダカテロールの有効性と安全性が確認された。この試験は米国、ニュージーランド、ベルギーで実施され、416名の重症（平均FEV1=1.5L）COPD患者にインダカテロールと偽薬を割り付けた。インダカテロールは偽薬と比べて統計学的に FEV1およびAUCを改善し、救急薬の使用回数を低減させたが、安全性および忍容性は偽薬と同程度であった。
2010年に発表された1年間の偽薬対照臨床試験では、1日2回のホルモテロール吸入よりも統計学的に有意にFEV1を改善することが示された。救急薬の使用回数も減少させたが、有意差は付かなかった。またインダカテロール群とホルモテロール群で再増悪率には差が付かなかった。
2011年には、インダカテロールとチオトロピウムを12週間に渡り比較した臨床試験の結果が欧州呼吸器雑誌（European Respiratory Journal）に掲載された。その試験では両薬剤でのFEV1改善効果に有意差は見られなかった。インダカテロールは息切れスコア（Transition Dyspnoea Index、TDI）のトータルならびに呼吸器QOLスコア（St. George’s Respiratory Questionnaire、SGRQ）のトータルを大きく改善した。